# Malporus properus
Malporus properus es una especie de coleóptero de la familia Anthicidae.

## Distribución geográfica
Habita en Estados Unidos.